# Ванільне морозиво

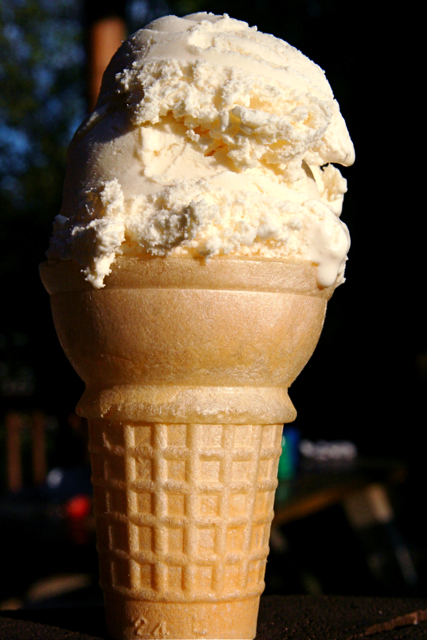
Ванільне морозиво у вафельному ріжку

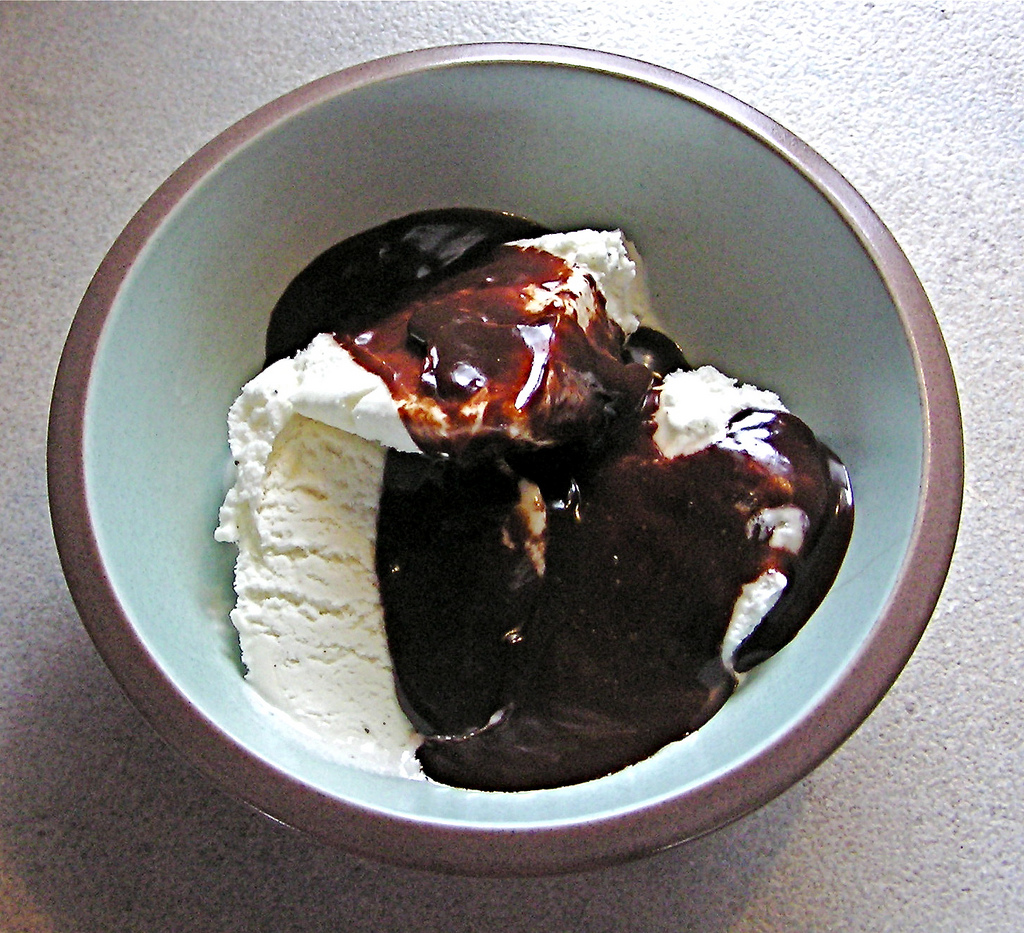

Ваніль часто використовують для ароматизації морозива, особливо в Північній Америці та Європі. Ванільне морозиво, як і інші ароматизовані види морозива, спочатку було виготовляли шляхом охолодження суміші з вершків, цукру і ванілі над контейнером з льодом і сіллю. Тип ванілі, що використовується для ароматизації морозива, залежить від місця виробництва. Споживачі Північної Америки та Європи обирають більш помітний, димний аромат, в той час, як в Ірландії віддають перевагу більш анісовому смаку. Щоб створити однорідну консистенцію морозива, суміш потрібно періодично перемішувати, а потім повертати в посудину з льодом і сіллю, щоб продовжити процес затвердіння. Багато людей часто вважають ванільне морозиво «типовим» або «звичайним» смаком морозива.

## Історія
Детальніші відомості з цієї теми ви можете знайти в статті Історія морозива.
Детальніші відомості з цієї теми ви можете знайти в статті Історія ванілі.
Першими ваніль почали використовувати мексиканці. До 1500-х років іспанські конкістадори, досліджуючи сучасну Мексику, зустріли месоамериканських людей, які споживали ваніль у своїх напоях та їжі. Тоді ванільні стручки потрапили до Іспанії разом із конкістадорами. В Іспанії «ваніль використовували для ароматного шоколадного напою, який поєднував какао-боби, ваніль, кукурудзу, воду та мед». Напій зрештою набув популярності у Франції, Англії, а потім і у всій Європі до початку 1600-х років. У 1602 році Г'ю Морган, аптекар королеви Єлизавети I, рекомендував використовувати ваніль окремо від какао.
Морозиво можна віднайти у писемних джерелах династії Юань, що датовані чотирнадцятим століттям. Є докази того, що морозиво подавали у Монгольському суді. Ідея використання суміші льоду і солі для його охолодження, що є частиною процесу виробництва морозива, виникла в Азії. Метод поширився зі Сходу в Європу, коли араби та маври прибували до Іспанії, між 711 і 1492 роками. Як тільки охолоджувальний спосіб змішування льоду та солі поширився в Європі, італійці почали готувати морозиво. На початку XVIII століття у Франції набули поширення рецепти приготування морозива. Французи перетворили морозиво на більш кремову та поживну їжу з додаванням яєць або яєчних жовтків у рецепт. Перші французькі рецепти морозива, датовані початком вісімнадцятого століття, не містили яєчних жовтків. Однак, із середини XVIII століття французькі рецепти морозива почали включати яєчні жовтки.
Коли ваніль почали використовувати в їжі та напоях окремо від какао, вона стала частіше зустрічатися у французьких рецептах. Французи стали використовувати ваніль для ароматизації французького ванільного морозива. Ванільне морозиво з'явилося у Сполучених Штатах, коли Томас Джефферсон відкрив його для себе у Франції та привіз рецепт до Сполучених Штатів. У 1780-х роках Томас Джефферсон створив свій власний рецепт ванільного морозива. Рецепт зберігається у Бібліотеці Конгресу.

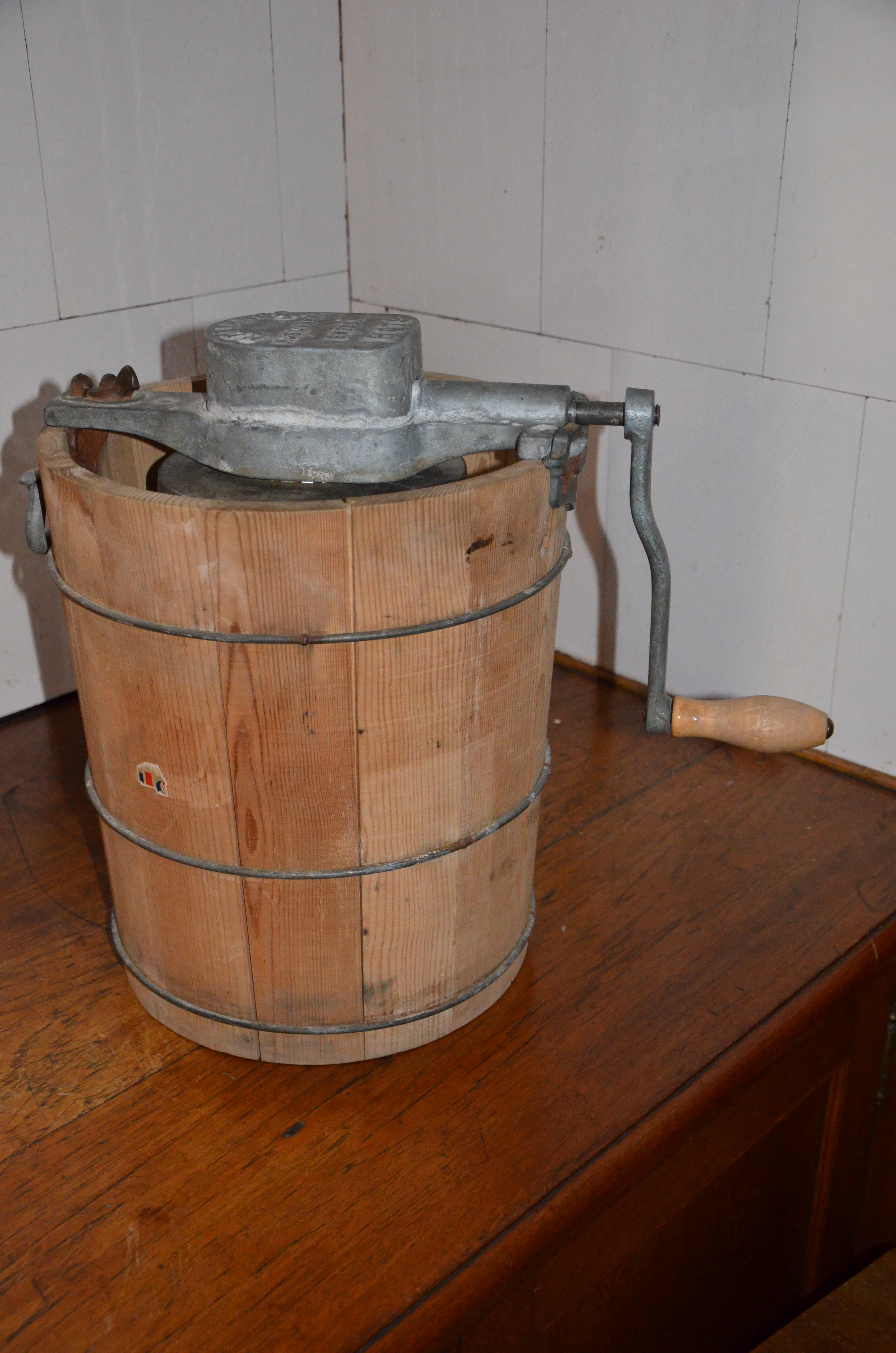
Пристрій для виробництва морозива

## Виробництво
Для виробництва морозива у Сполучених Штатах протягом XVIII століття кухарі та кондитери використовували «велику дерев'яну діжку», «металеву морозильну каструлю з кришкою, під назвою морожениця», лід, сіль та суміш на основі вершків, яку заморожування. Процес починався з пошуку льоду потрібного розміру, потім його змішування з сіллю і додавання суміші до відра. Лід і сіль разом створювали холодильний ефект. Кухар або кондитер поміщає суміш для морозива до холодильника, а потім накривали кришкою. Мороженицю поміщали у дерев'яну діжку, де її вміст перемішували та струшували, щоб надати морозиву кремоподібної консистенції. Іноді мороженицю потрібно було відкрити, щоб заморожене морозиво відділялося від стінок посудини. Цю роботу виконували раби та слуги.
У 1843 році Ненсі М. Джонсон винайшла пристрій для виробника морозива з кривошипом на зовнішній стороні дерев'яної діжки. За допомогою кривошипа розмішували морозиво, а також вишкрібали заморожене морозиво з боків посудини. До 1843 року виробництво морозива займало доволі багато часу. Кривошип на зовнішній стороні дерев'яної діжки дозволив пропустити етап видалення морожениці з дерев'яної діжки, щоб відділити морозиво від сторін посудини. Після винаходу Ненсі Джонсон компанії, що виробляли морозиво, почали використовувати машини для виробництва морозива, що працюють на «кінській силі, парових двигунах і, нарешті, на електродвигунах». Люди, які робили морозиво вдома, почали використовувати також електричні морожениці. Виробництво морозива стало популярнішим, коли цукор став дешевшим, а лід стало легше отримати. Після закінчення громадянської війни у США ціни на морозиво знизилися, і більшість гуртових виробників стали виробляти морозиво.

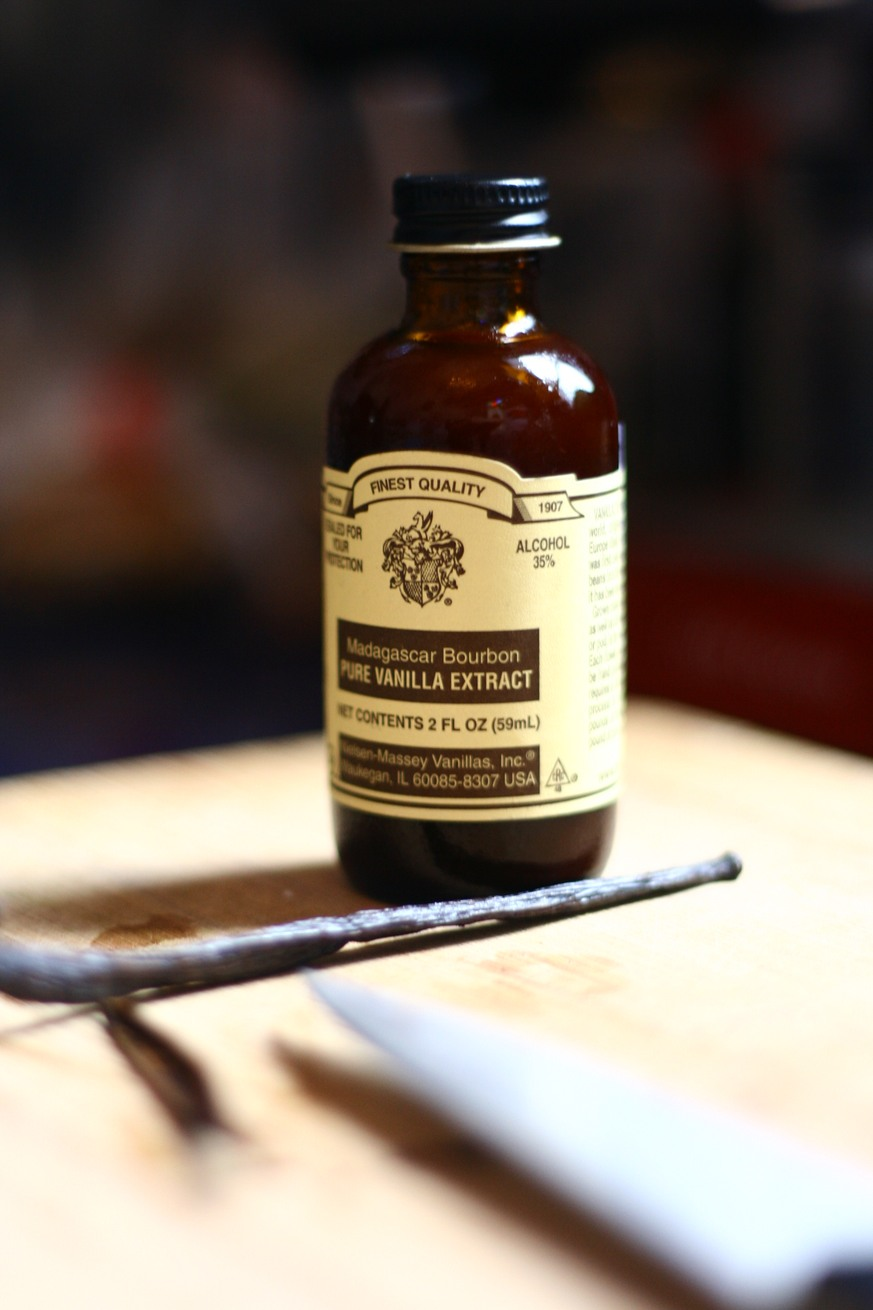
Екстракт ванілі

## Види ароматизаторів
Морозиво ароматизують штучним або натуральним ароматизатором ванілі. Штучні ароматизатори містять на 100 % ванілін, який основний інгредієнт, що створює природний аромат ванільного екстракту. Натуральний екстракт ванілі також містить близько 200 сполук, окрім ваніліну. Різні хімічні властивості цих сполук можуть зумовлювати проблеми сумісності з різними компонентами морозива. Ванільне морозиво можна класифікувати за типом ароматизатора, який у ньому використовується. Якщо використовується натуральний екстракт ванілі, то продукт називається «ванільним морозивом». Якщо використовується ванілін з натуральної ванілі, то продукт називається «морозивом з ароматом ванілі». Якщо використовується штучний ванілін, то продукт маркується як «штучно ароматизоване ванільне морозиво». Управління з продовольства і медикаментів США характеризує ванільне морозиво за трьома категоріями. Морозиво I категорії містить лише екстракт ванілі. Морозиво категорії II містить 1 унцію (28 г) синтетичної ванілі на галон (3,8 л) 1-кратного екстракту ванілі. Категорія III містить тільки синтетичні інгредієнти.